# Jílové u Držkova
Jílové u Držkova é uma comuna checa localizada na região de Liberec, distrito de Jablonec nad Nisou‎.